# Dog of Two Head
Dog of Two Head is het vierde studioalbum van Status Quo. Het werd in november 1971 uitgebracht door Pye Records. De band bestond destijds uit Francis Rossi, Rick Parfitt, Alan Lancaster en John Coghlan. Toetsenist Roy Lynes had afscheid genomen van de groep ten tijde van de opnames van het vorige album, Ma Kelly's Greasy Spoon. Op dit album staat nog wel een door Lancaster en Lynes in 1970 geschreven nummer, "Umleitung".
In maart 1971 werd het door Rossi en Young geschreven nummer "Tune to the Music", dat niet op het album verscheen, als single uitgebracht. Sinds de single "Are You Growing Tired of My Love" uit 1969 werden geen singles uitgebracht die ook op een album van Status Quo stonden.
In april 1973 bereikte de single "Mean Girl" de twintigste plaats in de Britse hitlijst. Deze single verscheen na hun tweede hit, het door Rossi en Young geschreven nummer "Paper Plane", dat op hun volgende album Piledriver stond.
Naar aanleiding van het succes van "Mean Girl" besloot de platenmaatschappij om alsnog een tweede single van het album uit te brengen. Het nummer "Gerdundula", dat eerder als B-kant van "In My Chair" werd gebruikt, verscheen in juli 1973. Op de B-kant van deze single stond "Lakky Lady", dat afkomstig was van hun vorige album.

## Composities
Alle muziek en teksten zijn geschreven door Francis Rossi en Bob Young, tenzij anders aangegeven. "Gerdundula" is geschreven door het duo onder de pseudoniemen Manston en James. 
| 1.                 | Umleitung (Alan Lancaster/Roy Lynes)        | 7:11 |
| 2.                 | Nanana (Extraction I)                       | 0:51 |
| 3.                 | Something's Going on in My Head (Lancaster) | 4:44 |
| 4.                 | Mean Girl                                   | 3:53 |
| 5.                 | Nanana (Extraction II)                      | 1:11 |
| 6.                 | Gerdundula (Manston/James)                  | 3:49 |
| 7.                 | Railroad                                    | 5:30 |
| 8.                 | Someone's Learning (Lancaster)              | 7:08 |
| 9.                 | Nanana                                      | 2:26 |
| Totale duur: 36:09 |                                             |      |

| Nr. | Titel                                          | Duur |
| --- | ---------------------------------------------- | ---- |
| 10. | Mean Girl [Early Mix]                          | 3:58 |
| 11. | Tune to the Music                              | 3:09 |
| 12. | Good Thinking (Rossi/Parfitt/LancasterCoghlan) | 3:43 |
| 13. | Mean Girl [BBC Session]                        |      |
| 14. | Railroad [BBC Session]                         |      |

## Bezetting
- Francis Rossi - gitaar, zang
- Rick Parfitt - gitaar, keyboard, zang
- Alan Lancaster - basgitaar, gitaar
- John Coghlan - drums